# Auguste Serruys
Auguste Jean-Baptiste Hubert Marie Serruys (Oostende, 30 januari 1845 - Brussel, 18 juni 1928) was een Belgisch senator.

## Biografie

### Familie
Auguste Serruys was een kleinzoon van Jean-Baptiste Serruys, burgemeester van Oostende en lid van het Nationaal Congres. Hij was de oudste van de vijf kinderen van Auguste-Benoît Serruys (1790-1862), consul-generaal van Nederland, en Elisa Valcke (1819-1890).
Hij trouwde in 1873 in Leuven met Mathilde de Terwangne (1849-1901). Ze kregen een zoon en een dochter.

### Loopbaan
Serruys promoveerde in 1870 tot doctor in de rechten aan de Katholieke Universiteit Leuven en vestigde zich korte tijd (1872-1874) als advocaat in Oostende. 
In 1874 was hij medestichter van de Banque centrale de la Dyle en werd er directeur van. In 1904 werd de bank door de Société générale de Belgique overgenomen. Serruys werd een van de bestuurders van de Société générale, tot in 1923.
Hoewel hij in Leuven en Brussel woonde bleef hij relaties onderhouden met zijn geboortestad en werd in 1919 verkozen tot liberaal senator voor het arrondissement Oostende, een mandaat dat hij vervulde tot aan zijn dood.